# Svensk pilotförening

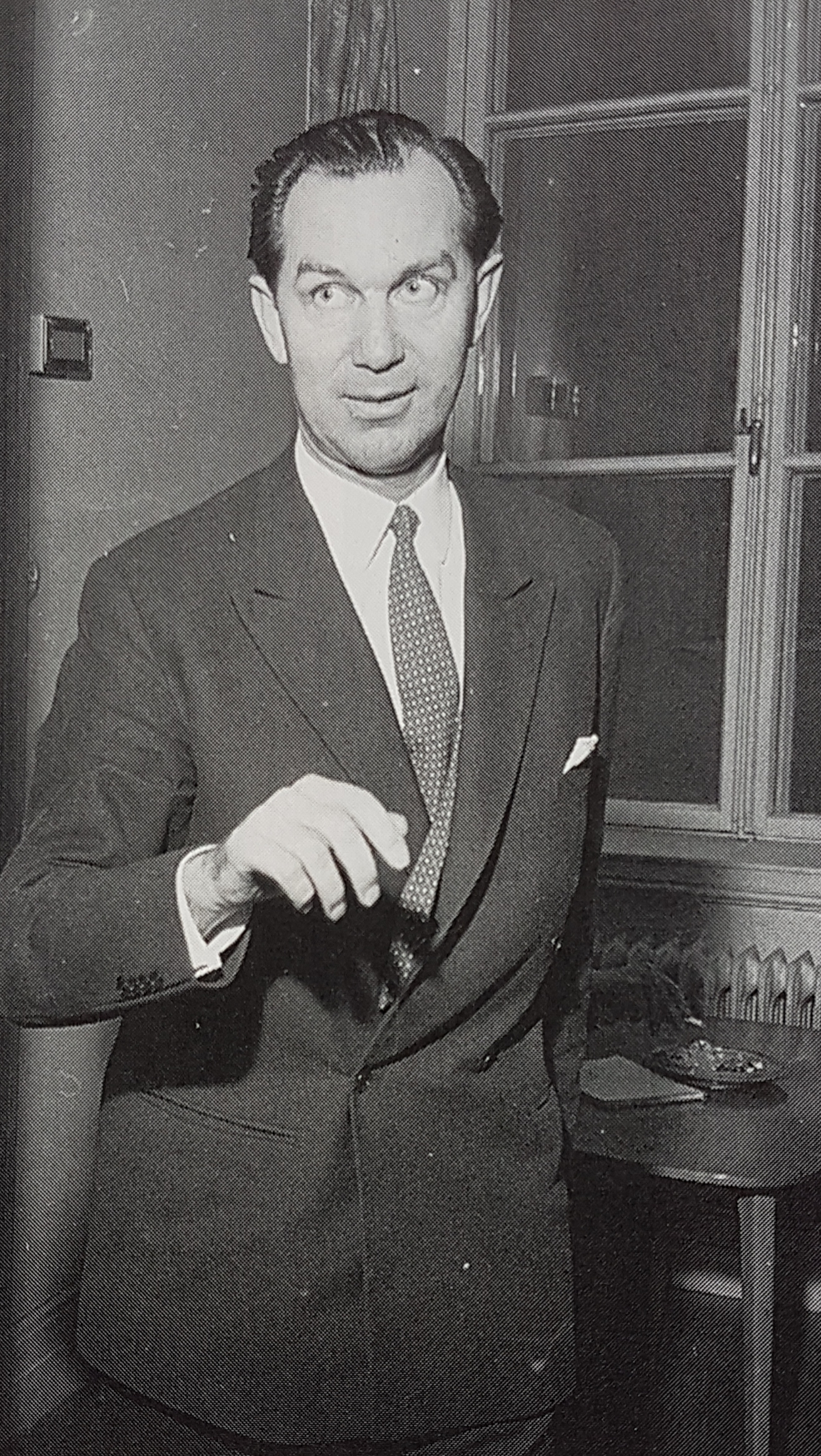
Göte Lindgren en av SPF:s tidigare ombudsmän

Svensk pilotförening (SPF) är en fristående svensk facklig centralorganisation som organiserar civila yrkespiloter.
Svensk pilotförening hade 2019 cirka 1 700 medlemmar och kollektivavtal med cirka 13 flygföretag.
Svensk pilotförening är medlemmar av de internationella pilotorganisationerna International Federation of Air Line Pilots' Associations (IFALPA) och European Cockpit Association (ECA).